# Ilias Alhaft
Ilias Alhaft (Rotterdam, 23 februari 1997) is een Nederlands voetballer die als rechtsbuiten speelt. Hij verruilde in 2024 FC Noah voor Bangkok United.

## Carrière
Ilias Alhaft maakte zijn debuut in het betaalde voetbal voor Sparta op 29 april 2016, in de met 2-3 verloren thuiswedstrijd tegen FC Dordrecht. Hij kwam na 85 minuten in het veld voor Loris Brogno. In het seizoen 2016/17 speelde hij met Jong Sparta ook in de tweede divisie.
In januari 2019 werd zijn contract ontbonden en hij vervolgde zijn loopbaan bij Almere City. Daar tekende hij een contract tot 30 juni 2023. Hij maakte zijn debuut op 26 januari 2019 in de thuiswedstrijd tegen FC Twente. In april 2019 liep hij een ernstige knieblessure op (kruisband gescheurd), waardoor hij pas in februari 2020 weer inzetbaar was. In 2023 promoveerde Alhaft met Almere via de nacompetitie naar de Eredivisie. In de play-offs had de buitenspeler een aanzienlijke bijdrage met zijn twee assist in de return tegen FC Eindhoven. Hierna ging hij in Armenië voor FC Noah spelen. Na een jaar in Armenië keerde hij terug naar Nederland bij SC Cambuur.

### Carrièrestatistieken
| Seizoen                        | Club                  | Competitie     | Competitie | Competitie | Beker | Beker | Totaal | Totaal |
| Seizoen                        | Club                  | Competitie     | Wed.       | Dlp.       | Wed.  | Dlp.  | Wed.   | Dlp.   |
| ------------------------------ | --------------------- | -------------- | ---------- | ---------- | ----- | ----- | ------ | ------ |
| 2015/16                        | Sparta Rotterdam      | Eerste divisie | 1          | 0          | 0     | 0     | 1      | 0      |
| 2016/17                        | Sparta Rotterdam      | Eredivisie     | 4          | 0          | 0     | 0     | 4      | 0      |
| 2016/17                        | Jong Sparta Rotterdam | Tweede divisie | 27         | 10         | 0     | 0     | 27     | 10     |
| 2017/18                        | Sparta Rotterdam      | Eredivisie     | 10         | 0          | 0     | 0     | 10     | 0      |
| 2017/18                        | Jong Sparta Rotterdam | Tweede divisie | 14         | 3          | 0     | 0     | 14     | 3      |
| 2018/19                        | Sparta Rotterdam      | Eerste divisie | 10         | 0          | 0     | 0     | 10     | 0      |
| 2018/19                        | Jong Sparta Rotterdam | Tweede divisie | 12         | 3          | 0     | 0     | 12     | 3      |
| 2018/19                        | Almere City FC        | Eerste divisie | 14         | 5          | 0     | 0     | 14     | 5      |
| 2019/20                        | Almere City FC        | Eerste divisie | 3          | 0          | 0     | 0     | 3      | 0      |
| 2020/21                        | Almere City FC        | Eerste divisie | 21         | 3          | 0     | 0     | 21     | 3      |
| 2021/22                        | Almere City FC        | Eerste divisie | 28         | 8          | 1     | 0     | 29     | 8      |
| 2022/23                        | Almere City FC        | Eerste divisie | 27         | 2          | 2     | 0     | 29     | 2      |
| Carrièretotaal                 | Carrièretotaal        | Carrièretotaal | 171        | 34         | 3     | 0     | 174    | 34     |
| Bijgewerkt op 11 augustus 2023 |                       |                |            |            |       |       |        |        |

## Interlandcarrière
Alhaft speelde vijf wedstrijden met Nederland onder 18. Hij maakte zijn debuut op 3 september 2014 in de uitwedstrijd tegen Engeland onder 18. Met Nederland onder 20 heeft hij in totaal negen wedstrijden gespeeld. Naast Nederland kan Alhaft ook uitkomen voor Marokko en Indonesië.